# 静安体育中心
靜安體育中心，又名靜安區體育中心或新靜安體育中心，位于上海市静安区汶水路，是集综合体育馆、全民健身场馆及室外屋顶足球场为一体的综合體育中心，也是静安区最大的公共体育场馆。

## 历史
靜安體育中心最初位于康定路、昌化路路口，該地在中華民國大陸時期為新仙林舞廳，中華人民共和國建國後改為新仙林溜冰場，為當時上海最大的溜冰場。

1963年更名為靜安區體育俱樂部。

1995年，上海建筑设计研究院设计靜安區體育中心。靜安體育中心佔地面積1,600平方米，總面積8萬平方米，為一座6层游泳馆和一座26层体育综合楼。游泳館建築面積28,000平方米。

1997年11月，静安体育中心游泳馆開館。

2017年9月17日，位於共和新路以东、汶水路以南的新靜安體育中心竣工。新靜安體育中心占地面积61,733.8平方米，建筑面积71,291平方米，内设5600人座位的综合体育馆、2片篮球场、2片排球场、4片网球场、16片乒乓球场、20片羽毛球场、1个游泳馆和学生体质健康监测中心。位於全民健身馆屋頂的足球場是上海第一个屋顶标准足球场。